# Asian Open 1992 - Doppio
Il doppio del torneo di tennis Asian Open 1992, facente parte del WTA Tour 1992, ha avuto come vincitrici Rennae Stubbs e Helena Suková che hanno battuto in finale Sandy Collins e Rachel McQuillan 3–6, 6–4, 7–5.

## Teste di serie
1. Sandy Collins /  Rachel McQuillan (finale)
2. Kimiko Date /  Stephanie Rehe (semifinali)

1. Rennae Stubbs /  Helena Suková (campionesse)
2. Carrie Cunningham /  Laura Arraya (primo turno)

## Tabellone

### Legenda
| - Q = Qualificato - WC = Wild card - LL = Lucky loser | - ALT = Alternate - SE = Special Exempt - PR = Protected Ranking | - w/o = Walkover - r = Ritirato - d = Squalificato |